# Joseph Morelle
Joseph Morelle (Utica, 29 aprile 1957) è un politico statunitense, membro della Camera dei Rappresentanti per lo stato di New York dal 2018.

## Biografia
Morell è nato a Utica, da Gilbert e Juliette Morelle. Gil, il padre, era un veterano della guerra di Corea e un tecnico di riscaldamento e raffreddamento. Joe e i suoi tre fratelli sono cresciuti a Irondequoit, dove ha frequentato la Eastridge High School. Si è poi laureato in scienze politiche alla SUNY Geneseo (State University of New York at Geneso) nel 1986.
Nei suoi primi anni, Morelle è stato un direttore delle vendite per un'attività di lavaggio a secco e lavanderia. Iniziò a lavorare in politica per il senatore dello Stato John D. Perry come rappresentante dei servizi costituenti a Rochester e assistente legislativo ad Albany. Nel 1990 viene eletto per la prima volta all'Assemblea generale di New York, dove è poi rieletto varie volte rimanendovi fino al 2018. Durante gli anni all'Assemblea statale, è nominato nel 2001 presidente della Commissione per il Turismo, le arti e lo sport e leader della maggioranza dell'Assemblea nel 2013.
Nel 2018 si candida alle elezioni di mid-term per il seggio della Camera dei Rappresentanti del venticinquesimo distretto dello stato di New York, dopo la morte di Louise Slaughter che aveva rappresentato il distretto dal 1987. Vince le elezioni battendo il repubblicano Jim Maxwell ed entrando in Congresso il 13 novembre 2018.

## Vita privata
Morelle vive a Irondequoit con sua moglie, Mary Beth. Hanno tre figli.